# HD 37974
HD 37974 (hoặc R 126) là một biến B [e] siêu khổng lồ trong Đám mây Magellan Lớn. Nó được bao quanh bởi một đĩa bụi bất ngờ.

## Tính chất
R126, tên gọi chính thức là RMC (Đám mây Magellanic của đài thiên văn Radcliffe) 126, là một ngôi sao phát sáng khổng lồ với một vài tính chất khác thường. Nó thể hiện hiện tượng B [e] trong đó các vạch phát xạ bị cấm xuất hiện trong phổ do vật liệu hoàn cảnh mở rộng. Phổ của nó cũng cho thấy các vạch phát xạ bình thường (được phép) hình thành trong vật liệu dày đặc hơn gần ngôi sao, biểu thị cho một cơn gió sao. Phổ bao gồm các tính năng hydrocarbon thơm silicat và polycyclic (PAH) gợi ý một đĩa bụi.
Bản thân ngôi sao này cũng là một siêu sao nóng được cho là to gấp bảy mươi lần so với mặt trời và phát sáng hơn một triệu lần. Nó đã phát triển ra khỏi chuỗi chính (là một ngôi sao hạng O, khi nó ở trong MS) rất sáng và lớn đến nỗi nó đang mất vật chất thông qua gió sao nhanh hơn một tỷ lần so với mặt trời. Nó sẽ mất nhiều vật chất hơn mặt trời chứa trong khoảng 25.000 năm.
Nó được dự đoán sẽ phát triển trở thành ngôi sao Wolf-Rayet trong vài trăm nghìn năm nữa. 

## Đĩa bụi
Đám mây bụi xung quanh R126 rất đáng ngạc nhiên vì các ngôi sao lớn như thế được cho là không thể hình thành hành tinh do gió sao mạnh mẽ khiến các hạt bụi khó ngưng tụ. HD 268835 siêu gần đó cho thấy các tính năng tương tự và cũng có khả năng có một đĩa bụi, vì vậy R126 không phải là duy nhất.
Đĩa bụi này trải rộng ra gấp 60 lần kích thước quỹ đạo của Sao Diêm Vương quay quanh mặt trời và có thể chứa nhiều vật liệu như toàn bộ Vành đai Kuiper. Không rõ liệu một đĩa như vậy có đại diện cho giai đoạn đầu tiên hoặc cuối cùng của quá trình hình thành hành tinh.

## Sự thay đổi
Độ sáng của R126 thay đổi theo một cách không thể đoán trước được bởi khoảng 0,6 độ lớn trong quãng thời gian hàng chục đến hàng trăm ngày. Các biến thể nhanh hơn là đặc trưng của các biến Cygni, các siêu sao xung không đều. Các biến thể chậm hơn đi kèm với sự thay đổi màu sắc của ngôi sao, với màu đỏ hơn khi nó sáng hơn, đặc trưng cho các pha S Doradus của Biến màu xanh lam.